# Wait (دستور)
wait در کامپیوتر یک فرمان است که تا پایان پردازش موجود در پس‌زمینه صبر می‌کند.

## کاربرد
که در آن n یک PID (شناسه فرایند) یا یک job ID از پردازشی که در حال انجام در پس‌زمینه می‌باشد، است. اگر n وارد نشود، دستور تا اتمام تمام فرایندها صبر می‌کند.
wait به طور معمول وضعیت خروج آخرین پردازشی که اتمام شده را برمی‌گرداند. در زمانی که پردازش n وجود نداشته ۱۲۷ را برمی‌گرداند و در زمانی که هیچ پردازشی وجود نداشته باشد ۰ را برمی‌گرداند.